# Voznessénovskoie
Voznessénovskoie (en rus: Вознесеновское) és un poble del krai de Stàvropol, a Rússia, que el 2019 tenia 2.330 habitants. Pertany al districte rural de Dívnoie.